# Schreiner (Haidgau)
Schreiner ist eine Einöde auf der Gemarkung Haidgau von Bad Wurzach im Landkreis Ravensburg.

## Lage
Schreiner liegt am Haidgauer Berg auf dem Haisterkircher Rücken. Die Ortschaft befindet sich im Naturraum Riß-Aitrach-Platten (Naturraum-Nr. 41), welcher Teil der Großlandschaft Donau-Iller-Lech-Platte (Großlandschaft-Nr. 4) ist.
Geografisch befindet sich Schreiner etwa:
- 700 m östlich von Ehrensberg
- 1 km westlich von Haidgau
- 2,3 km südöstlich von Haisterkirch[2]

Schreiner liegt zudem im Gewässereinzugsgebiet der Aitrach. Rund 100 m nördlich des Wohnplatzes verläuft die Grenze zum Gewässereinzugsgebiet der Osterhofer Ach.

## Verkehrsanbindung
Weberlis ist über einen Gemeindeverbindungsweg erreichbar. Dieser Weg führt von der Landesstraße L 300 am Haidgauer Berg über Winkelbauren und Weberlis und Schreiner, bevor er auf den Gemeindeverbindungsweg trifft, der von Haidgau nach Ehrensberg führt.

### Öffentlicher Personennahverkehr
Die nächstgelegene Bushaltestelle befindet sich etwa 700 m nördlich an der L 300, auf Höhe von Harzers und 700 m westlich in Ehrensberg. Der nächste Bahnhaltepunkt ist in Bad Waldsee. Dieser ist mit dem Auto 6,4 km entfernt. Mit dem Fahrrad gelangt man über einen teilweise geschotterten Weg nach 7 km dorthin oder über eine asphaltierte Strecke nach 8,1 km.

### Radverkehr
In Schreiner selbst gibt es weder Rad- noch Gehwege. Der nächste Anschluss an das Radnetz BW ist bei Haisterkirch. Die Strecke dorthin beträgt etwa 2,9 km, wobei 13 Höhenmeter bergauf und 104 Höhenmeter bergab zu bewältigen sind.